# Locked in
Locked in is het zesde studioalbum van Wishbone Ash. Wishbone Ash is dan een Amerikaanse muziekgroep voor 75% bestaande uit Britten. Het album is opgenomen in de Atlantic Studios in New York onder leiding van muziekproducent Tom Dowd, toen bekend vanwege Aretha Franklin, Eric Clapton en Sweet Inspirations. Het album haalde in week 1 de 36e plaats van de Britse albumlijst, vervolgens zakte het naar plaats 48 en verdween het. Een grote populariteit heeft het album niet gekend. MCA Records liet de eerste compact discversie van 1995 over aan Repertoire Records een retro-platenlabel uit de VS. In 2010 kwam MCA zelf met Locked in, maar dan wel een Japanse persing.

## Musici
- Andy Powell – gitaar, zang
- Laurie Wisefield – gitaar, zang
- Martin Turner – basgitaar, zang
- Steve Upton – slagwerk, percussie

met
- Peter Wood – toetsinstrumenten (bekend van Al Stewarts Year of the cat)
- Cissy Houston, Sylvia Shemwell, Eunice Peterson, achtergrondzang op She was my best friend en It started in heaven. (Cissy, Sylvia en Eunice waren lid van Sweet Inspirations, Cissy is de moeder van Whitney Houston)

In het boekwerkje van de Repertoire-compact disc werd melding gemaakt dat Al Stewart zelf ook meezong, dat was/is niet het geval.

## Muziek
Voor het eerst wordt melding gemaakt van composities die door afzonderlijke leden zijn geschreven.

| Nr. | Titel                                   | Duur |
| --- | --------------------------------------- | ---- |
| 1.  | Rest in peace (WA)                      | 6:41 |
| 2.  | No water in the well (Wisefield)        | 3:46 |
| 3.  | Moonshine (WA)                          | 3:32 |
| 4.  | She was my best friend (Turner)         | 3:52 |
| 5.  | It started in heaven (Wisefield, Upton) | 3:16 |
| 6.  | Half past lovin’ (WA)                   | 5:30 |
| 7.  | Trust in you (WA)                       | 5:03 |
| 8.  | Say goodbye (Turner, Wisefield)         | 5:00 |